# Eubea

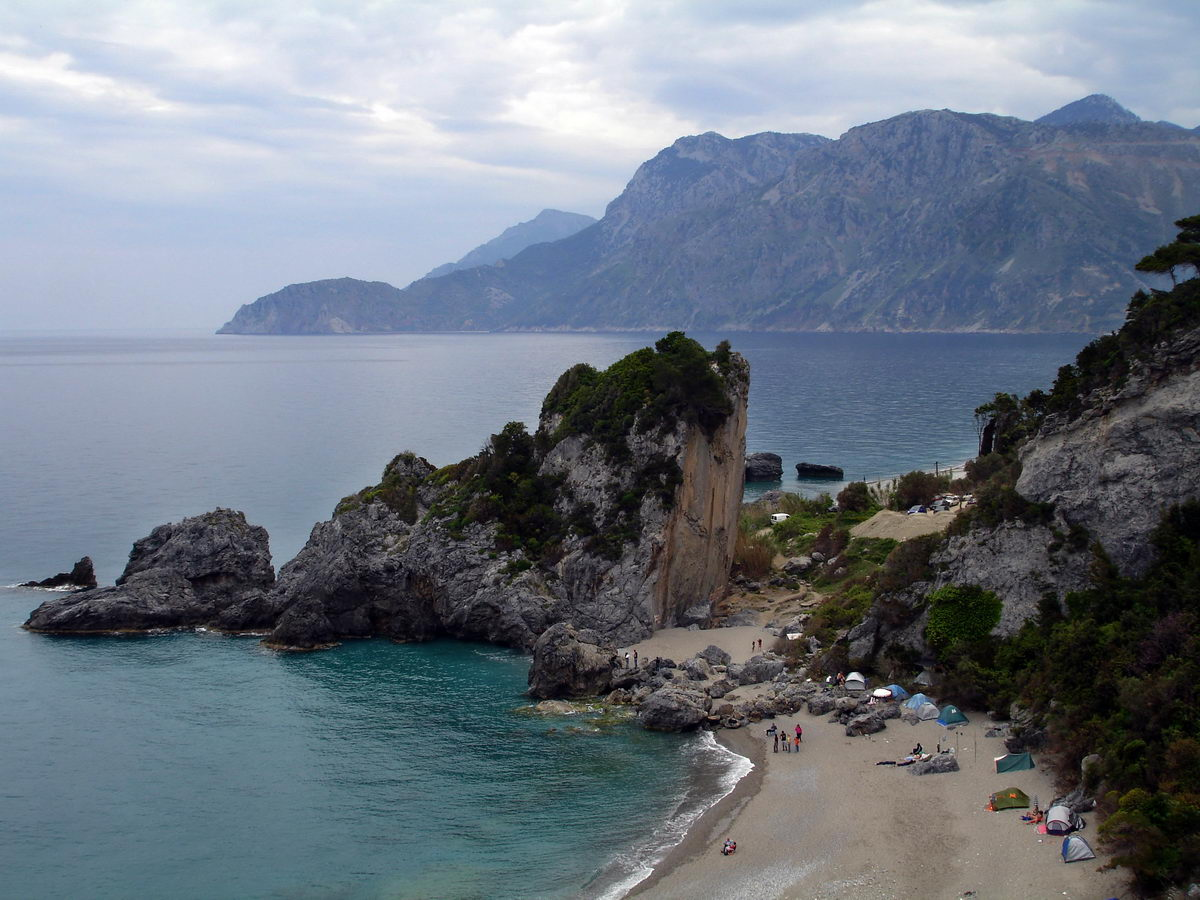

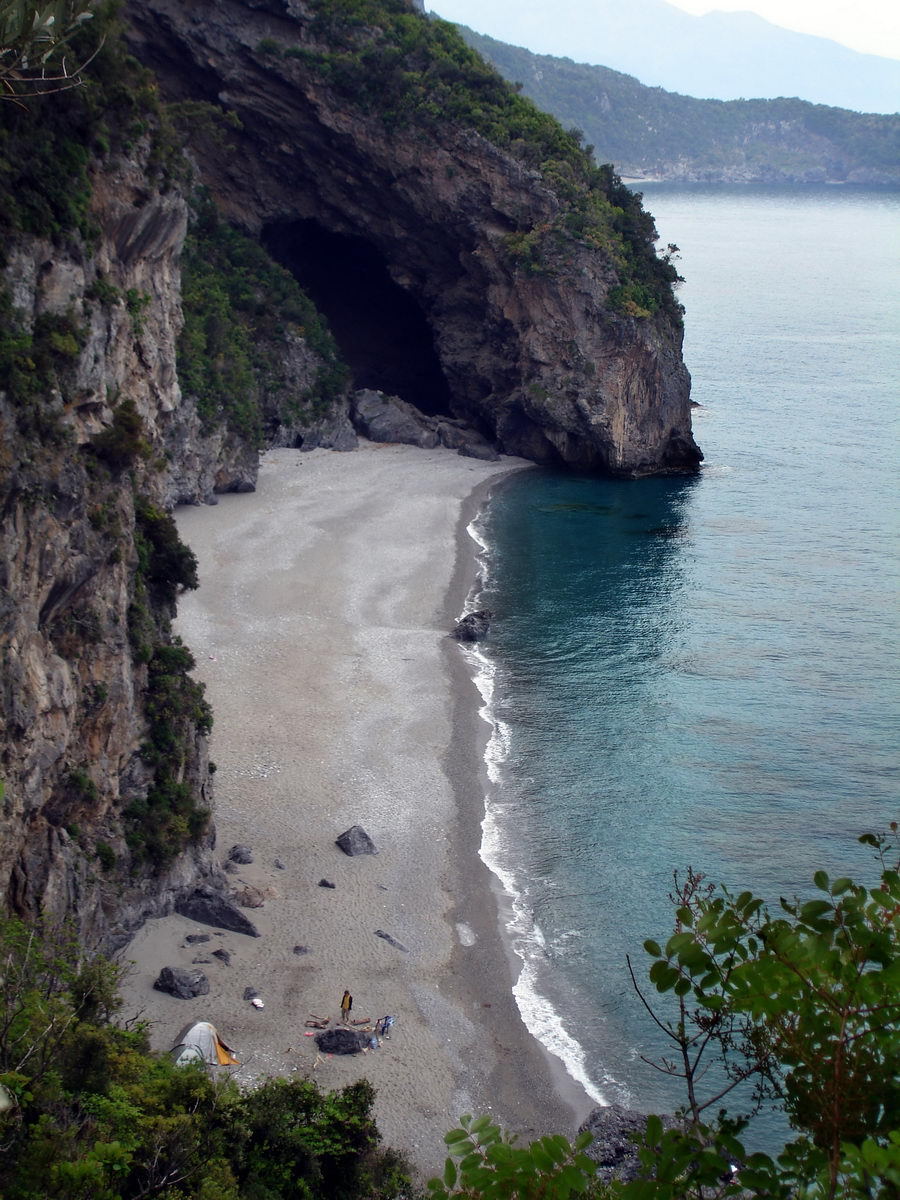
Wyspa słynie z pięknych zakątków

Eubea (gr. Εύβοια – nowogr. Ewia; dawna, włoska nazwa Negroponte pojawia się jeszcze czasami w pracach historycznych) – przybrzeżna wyspa grecka w zachodniej części Morza Egejskiego, druga co do wielkości wyspa Grecji po Krecie.
Od kontynentalnej Grecji jest oddzielona wąskimi zatokami Eubejską Północną i Południową oraz znajdującą się pomiędzy nimi cieśniną Ewripos, która w najwęższym miejscu ma szerokość 40 m, a jej brzegi są połączone mostem. Na północy wyspa oddzielona jest od kontynentu cieśniną Trikeri. Na południu wyspy cieśnina Płd. Eubejska rozszerza się, tworząc Zatokę Petalijską. Od wyspy Andros Eubea oddzielona jest Cieśniną Kafirejską. Wyspa jest górzysta, najwyższe pasma mają do 1743 m n.p.m. Gospodarka opiera się na uprawie winorośli, oliwek i zbóż oraz hodowli owiec i kóz.
Wyspa słynie z pięknych zakątków, a dzięki pobliskiej autostradzie, mostom i przeprawom promowym odwiedzający chętnie goszczą tu przez znaczną część roku. Zimą miejscowości położone w górach często przykryte są głębokim śniegiem.
Wyspa Eubea wchodzi w skład jednostki regionalnej Eubea, w regionie Grecja Środkowa, w administracji zdecentralizowanej Tesalia-Grecja Środkowa, o powierzchni 4167 km² ze stolicą w Chalkidzie. Zamieszkuje ją ok. 213 tys. ludzi (stan z roku 2018). Oprócz wyspy Eubea jednostka regionalna zajmuje także kilka innych wysp na północ od Eubei.
W sierpniu 2021 pożary na wyspie gasili strażacy i policjanci z Polski.